# Gothic (jeu vidéo)
Pour les articles homonymes, voir Gothic.
Gothic est un jeu vidéo de rôle développé par la société allemande Piranha Bytes et distribué par la société Shoebox. Il est disponible sur PC. La version allemande est sortie le 15 mars 2001 et la version anglaise 10 mois plus tard, le 23 novembre 2001. Les dialogues n'ont jamais été enregistrés en Français mais il est possible de trouver des versions du jeu avec sous-titres en français.
C'est le premier épisode de la série Gothic dont plus de 3 500 000 unités ont été vendues entre 2001 et 2009,.

## Trame
Le roi Rhobart II dirige le royaume de Myrtana. Il a réussi à le préserver de tous les dangers excepté des invasions d'orques. Pour poursuivre sa lutte contre ces derniers et forger les armes pour équiper ses guerriers, il manque cruellement de minerai de fer. Tout homme reconnu coupable, même pour le délit le plus futile, est condamné aux travaux forcés dans les mines du royaume. Afin d'empêcher toute évasion, le roi ordonne la création d'une barrière magique autour du complexe minier. Malheureusement, un problème survient lors de la conception de la barrière magique et le complexe minier se trouve totalement coupé du royaume. Il est toujours possible d'envoyer des personnes et des biens vers le complexe minier et de recevoir les cargaisons de minerai de fer en provenance de ce dernier. Par contre il n'est plus possible aux personnes qui y vivent de quitter le complexe minier. Profitant de la situation, les condamnés prennent le pouvoir, créant de fait une colonie minière. Le roi Rhobart se voit contraint de négocier avec les nouveaux dirigeants de la colonie, leur faisant parvenir tous les biens qu'ils désirent en échange des cargaisons du précieux minerai.
Dans ce contexte, le héros du jeu est reconnu coupable (pour un crime non explicité dans le jeu) et envoyé vers la colonie minière. Avant d'y pénétrer, il reçoit une lettre cachetée avec mission de la remettre aux mages du feu.
Sans armes et sans protection, le héros doit faire face aux périls de la colonie.

### Personnages
Dans la pure tradition des jeux développés par Piranha Bytes, le personnage principal n'a pas de nom. On l'appelle simplement le héros sans nom (HSN). La colonie abrite trois camps humains. Le vieux camp et son château sont dirigés par Gomez. C'est lui qui contrôle le commerce avec le roi Rhobart II. Le nouveau camp, dans les rizières, abrite des rebelles dirigés par Lee. Le troisième camp abrite la secte de la Fraternité sur laquelle veille Y´Berion.
Citons également Diego, mentor du HSN, Thorus, chef des gardes du vieux camp, Gorn, un des principaux lieutenants de Lee dans le camp rebelle, Milten Plescott, jeune magicien du feu au vieux camp et Xardas, expert émérite en magie du feu et nécromancie.
Lee, Diego, Gorn, Milten, Xardas et Thorus sont des personnages qui seront récurrents dans la série. Certains sont encore présents dans le quatrième épisode, Gothic 4 - Arcania.

## Système de jeu
Contrairement à beaucoup de jeux de rôle, dans Gothic on ne choisit ni son personnage ni sa classe. Au fur et à mesure des combats et des quêtes, on gagne des points d'expérience (XP). Lorsque l'on a accumulé assez de points, on progresse d'un niveau et l'on gagne 10 points d'apprentissage (« skill points » : points de compétence). On échange ces points d'apprentissage auprès de maîtres contre le développement de certaines caractéristiques du personnage ou l'apprentissage de nouvelles compétences.
Le jeu propose un système de combat avec des parades, des blocs, et esquives. Grâce à ce système, le joueur peut utiliser un large éventail d'armes blanches. Alternativement, le joueur peut choisir de jouer comme un magicien (mage) ou un chasseur.
Gothic propose au joueur un monde virtuel ouvert, mais certaines sections ne sont pas accessibles au début de l'histoire.

## Accueil
Le jeu a connu un accueil très positif, les sites GameRankings et Metacritic calculant une méta-note moyenne de respectivement 79,35/100 et 81/100,.

## Postérité
Dans la version allemande du jeu, le groupe de rock médiéval In Extremo a une présence virtuelle devant le château de l'ancien camp. Ils y interprètent une version acoustique de leur chanson Herr Mannelig. Le groupe n'est pas présent dans les autres versions du jeu pour des raisons de restriction de licence.

## Éléments techniques

### Moteur graphique
Le moteur graphique sur lequel repose le jeu, a été entièrement développé en interne par Piranha Bytes. Cela leur a pris plus de 4 ans. Son nom de code est ZenGin. Gothic 2 sera développé sur une version améliorée du moteur (ZenGin 2.0). À part cela, il n'a jamais servi de support pour d'autres jeux vidéo.

### Configuration PC requise
La configuration requise était très exigeante pour l'époque :
- système d'exploitation : Windows 98/2000/ME/XP ;
- micro-processeur : Pentium II 400 MHz ou équivalent (600 MHz recommandé) ;
- mémoire vive : 128 MB RAM (256 MB recommandé) ;
- carte graphique avec 16 MB de RAM (32 MB recommandé) ;
- espace libre nécessaire sur le disque dur : 700 MB.